# Pontonia ascidicola
Pontonia ascidicola är en kräftdjursart som beskrevs av Lancelot Alexander Borradaile 1898. Pontonia ascidicola ingår i släktet Pontonia och familjen Palaemonidae. Inga underarter finns listade i Catalogue of Life.